# 福浦漁港 (神奈川県)

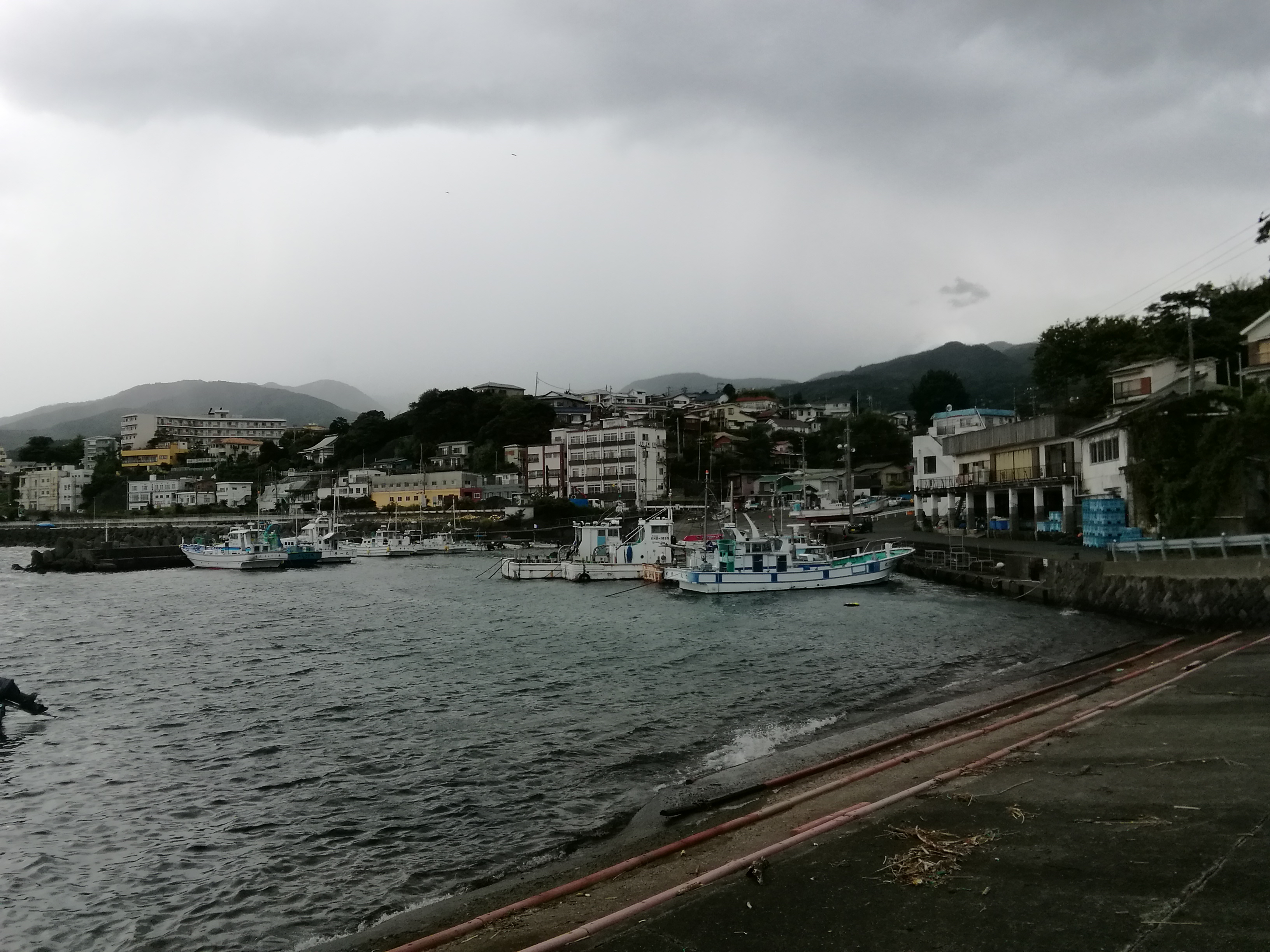
福浦漁港

福浦漁港（ふくうらぎょこう）は、神奈川県足柄下郡湯河原町福浦にある第1種漁港。湯河原町東部、真鶴町との境界付近に立地する。

## 概要
- 管理者 - 湯河原町
- 漁業協同組合 - 福浦
- 組合員数 - 52名（2001年（平成13年）12月）
- 漁港番号 - 2110165

## 沿革
- 1951年10月17日 - 第1種漁港に指定

## 主な魚種
- イワシ
- アジ類
- サバ
- ブリ

## 主な漁業
- 大型定置網
- 釣り
- 刺し網漁業
- 採貝業

## アクセス
- JR東海道本線 - 真鶴駅から800m ほど。
- 真鶴道路福浦インターチェンジ下車